# 子供の情景 (映画)
『子供の情景』（こどものじょうけい、ペルシア語: بودا از شرم فرو ریخت, ラテン文字転写: Buda as sharm foru rikht ,フランス語: Le Cahier）は、2007年製作のイラン映画。イラン・イスラーム共和国とフランス共和国の合作である。
ペルシャ語タイトル　بودا از شرم فرو ریخت とは、「ブッダは恥辱のあまり崩れ落ちた」という意味であり、東京フィルメックスではこの題で上映された。

## 概要
アフガニスタンを舞台にした、ハナ・マフマルバフ監督による初の長編作品である。ハナ・マフマルバフは、彼女の父であるモフセン・マフマルバフの影響を受け、この映画を世に送り出した。
2001年3月、紛争の続くアフガニスタンにて、崩壊しつつあったバーミヤーン石窟寺院の仏陀の像は、ターリバーンによって、最終的な崩壊を見た。それを受けて父モフセン・マフマルバフは、アフガニスタンに対する国際社会の無関心を بودا در افغانستان تخریب نشد، از شرم فرو ریخت （意味: アフガニスタンの仏像は破壊されたのではない恥辱のあまり崩れ落ちたのだ）にてレポートし、仏像は誰かが破壊したのではなく、アフガニスタンで虐げられた人々に対して、自らの至らなさを恥じて崩れたのだ、と指摘した。ハナは、父のその言葉から本作のイメージを作った。

## キャスト
- バクタイ役: ニクバクト・ノルーズ
- アッバス役: アッバス・アリジョメ
- その他、アフガニスタンの子供たち

## ストーリー
バーミヤーンの仏像が崩壊したアフガニスタン。6歳の女の子バクタイは、隣人の男の子アッバスの影響で、学校に行きたくなった。バクタイは、町へ出て卵を売り、ノートを買う。道すがらバクタイは、ターリバーンの真似事で「戦争ごっこ」をする少年たちに囲まれる。学校に行きたいバクタイ。子供たちは、大人たちの構築した世界に翻弄される。

## 解説
ハナ監督によると、最初のプロットは、女の子が学校へ行く、シンプルなものだった。ハナ監督は思い直して、もっと大きな問題を取り上げることにした。監督は、脚本を書いた母と共にバーミヤーンに行き取材した。この映画で最も伝えたかったのは、暴力についてであるという。暴力の被害者は、子供である。監督は、アフガニスタンとイランの痛みと苦しみを本作で描いた。
ハナ監督は、現実の世界でのニクバクト・ノルーズが、5歳半にして小学2年のクラスに潜るところを気に入った。ニクバクトの目の色が好きという。ハナ監督の父モフセン・マフマルバフは、ニクバクトが、娘であるハナ監督に似ていると語る。

## ノートとアフガニスタン
『子供の情景』の中では、ノートが極めて重要な道具である。ハナ監督は、「ノートはアフガニスタンの文化そのもの」と強調する。映画の中で、少女バクタイのノートは蹂躙される。そのノートは、アフガニスタンがターリバーンやアメリカ合衆国に振り回されながら壊されたことを示唆するものである、と監督は説明する。監督自身、詩作にノートを愛用する。監督はノートに詩を書きながら、頭で組み立てる。ノートを破いては順序を変更する。
本作のフランス語で採用されたタイトル Le Cahier, ル・カイエとはノートの意味である。

## チャリティー募金
本作の上映を受けて、「NO MORE WAR! MORE BOOKS! 爆弾よりも本を!」をキャッチフレーズに、ワンクリック募金により、アフガニスタンの子供へ本を贈る運動がある。運動には、バーミヤーンで教育支援活動を行ってきたセーブ・ザ・チルドレン・ジャパンが協力している。2009年10月現在、本は5,000冊に達している。
ハナ・マフマルバフによると、父モフセンは、「アメリカが爆弾でなく本を落としていたら、アフガニスタンがどんな国になっていたか」と語った。

## 受賞歴
- 2007年 サン・セバスティアン国際映画祭 審査員特別賞、テレビシオン・エスパニョーラ「別の視点 (La Otra Mirada)」賞
- 2007年 第2回ローマ国際映画祭 ユニセフ賞
- 2007年 モントリオール世界映画祭 革新の映画賞
- 2007年 テッサロニキ国際映画祭 女性と平等の機会賞
- 2007年 サルラ映画祭（フランス） 探検賞
- 2008年 第58回ベルリン国際映画祭 ガラスの熊賞、平和映画賞
- 2008年 モロディスト・キエフ国際映画祭 金鹿賞、国際映画クラブ連盟 (FICC) 審査員賞、エキュメニカル審査員賞
- 2008年 オスロ・南からの映画祭 銀の鏡賞
- 2008年 空飛ぶほうき国際女性映画祭（アンカラ） 最優秀映画FIPRESCI賞
- 2008年 マラケシュ国際映画祭 審査員特別賞
- 2008年 コペンハーゲン国際映画祭 子供と若者 特別賞 (Special Mention) - 該当者: アッバス・アリジョメ[4]
- 2008年 アフリカ・アジア・ラテンアメリカ映画祭（ミラノ） Eni世界の窓・長編映画コンテスト 最優秀賞
- 2008年 クラブ・デ・ラ25（スペイン）[5] 特別賞
- 2008年 トラバースシティ映画祭（ミシガン州） 創設者賞

その他、2008年香港国際映画祭アジア・フィルム・アワード 最優秀作品にノミネートした。